# Belver C. Griffith
Belver Callis Griffith (28. března 1931, Hampton – 23. října 1999, Filadelfie) byl americký informační vědec. Zabýval se infometrií, bibliometrií a scientometrií.

## Život
Belver C. Griftith studoval psychologii na univerzitě v Connecticutu a poté pracoval v oblasti kognitivní psychologie. V letech 1969 - 1991 vyučoval na Drexelově univerzitě a byl ředitelem projektu Americké psychologické asociace pro výměnu vědeckých informací. Na počátku 70. let spolupracoval s Dr. Henry Smallem při vytváření databáze, která mapuje vědecký výzkum.
Griffith přednášel v Královském technologickém institutu ve Stockholmu a Institutu pro technické znalosti v Utrechtu v roce 1983 a pomáhal při navrhování studia holandské vědecké politiky. Získal granty pro svůj výzkum od Národní vědecké nadace, veřejného zdravotnictví, Národní knihovny medicíny a ministerstva školství.
V roce 1982 se Griffith stal členem americké asociace pro rozvoj vědy. Roku 1997 obdržel Cenu Dereka Johna de Solla z časopisu Scientometrics.

## Získaná ocenění
- Mezinárodní společnost pro scientometrii a informatiku: Cena Dereka de Solla (1996)
- Drexel University: cena za výzkum (1980)
- ASIS & T: cena za vynikající informatiku (1982)
- New Jersey kapitola ASIS & T: Cenu za vynikající lektorství (1987)